# Look Who's Talking
Look Who's Talking (bra: Olha Quem Está Falando; prt: Olha Quem Fala) é um filme de comédia romântica escrito e dirigido por Amy Heckerling e estrelado por Kirstie Alley e John Travolta. Bruce Willis interpreta a voz do filho de Mollie, Mikey. O filme apresenta George Segal como Albert, o pai biológico de Mikey.

## Sinopse
Mollie (Kirstie Alley) é uma contadora que tem um caso com Albert (George Segal), um cliente que está comprometido. Quando fica grávida, sente que Albert estará sempre com ela e o bebê, mas no dia do parto descobre que Albert tem outra mulher e rompe a relação, fazendo Mollie ter que criar o bebê sozinha.
Por isso, Mollie decide procurar o pai ideal para o filho, e James Ubriacco (John Travolta), um taxista que a ajudou quando entrou em trabalho de parto, parece ser perfeito para ela e Mikey, um bebê observador, cínico e sarcástico.[carece de fontes?]

## Elenco
- John Travolta como James Ubriacco
- Kirstie Alley como Mollie
- George Segal como Albert
- Olympia Dukakis como Rosie
- Twink Caplan como Rona
- Joy Boushel como Melissa
- Abe Vigoda como Vovô Vincent Ubriacco
- Jason Schaller, Jaryd Waterhouse, Jacob Haines, e Christopher Aydon como Michael "Mikey"
  - Bruce Willis como a voz de Mikey
- Joan Rivers como a voz de Julie (não creditada)

## Recepção
Rotten Tomatoes dá para Look Who's Talking uma pontuação de 58%, com base nas avaliações dos 33 críticos.
O filme arrecadou US$ 140 088 813 no mercado interno e um total mundial de US$ 296 999 813, tornando-se o filme mais bem sucedido de Travolta em 11 anos, desde Grease.

## Sequências e reboot
O filme foi sucesso suficiente para ter duas sequências: Look Who's Talking Too (1990) e Look Who's Talking Now (1993). O sucesso dos dois primeiros filmes, também inspirou uma sitcom da ABC chamada Baby Talk, que foi ao ar 1991-92 e contou com Tony Danza como a voz de "Baby Mickey". John Travolta, Kirstie Alley, e Olympia Dukakis são os únicos atores a aparecer em todos os três filmes da série.
Em 6 de abril de 2010, foi relatado que o produtor de Fast & Furious Neal H. Moritz está planejando reiniciar a série.